# Rósa

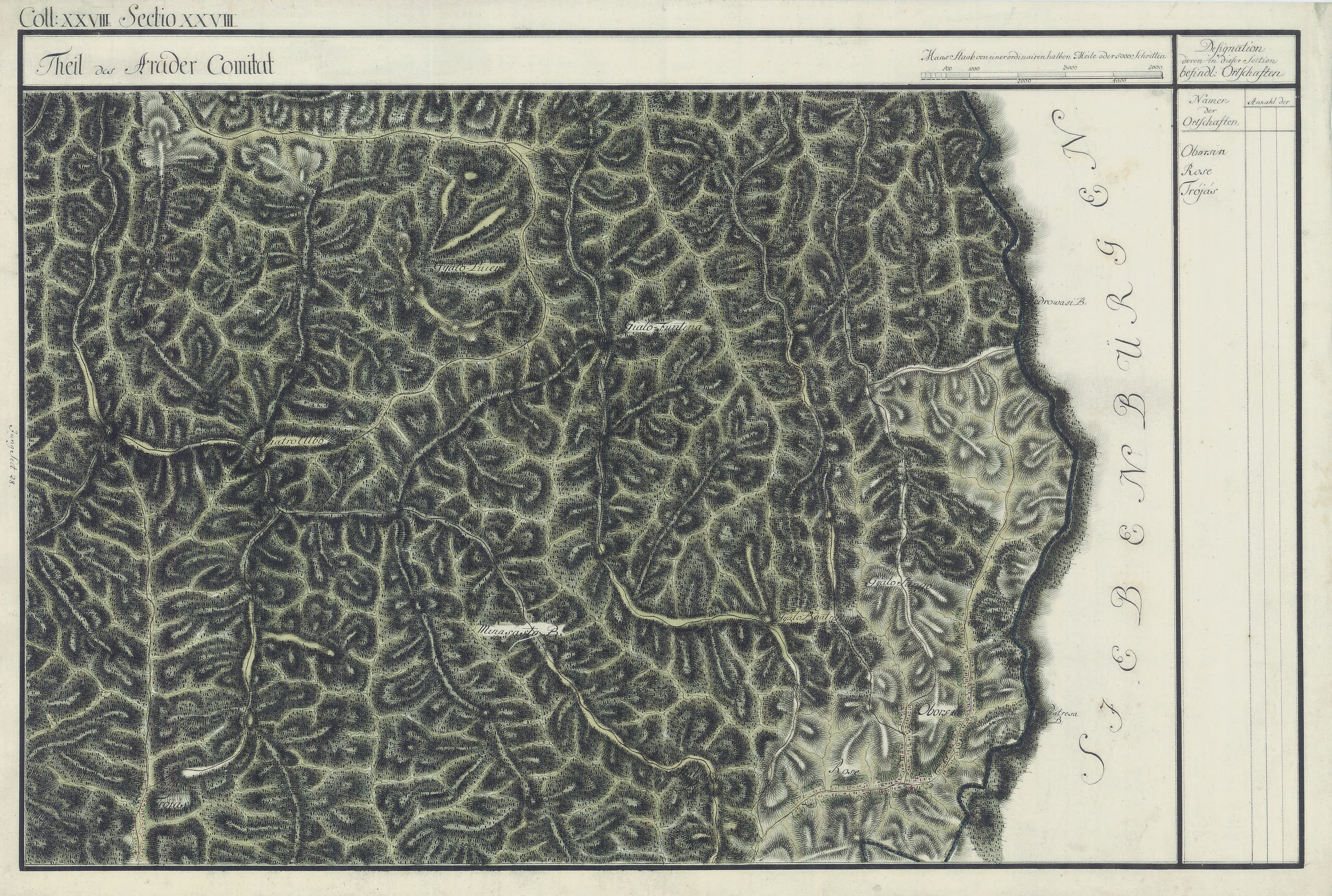
Rósa egy régi térképen

Rósa, románul: Roșia Nouă település Romániában, a Partiumban, Arad megyében.

## Fekvése
Zámtól északra fekvő település.

## Története
Rósa nevét 1743-ban említette először oklevél Roschia néven. 1808-ban Rossia, 1909-ben Rosia, Rossia, 1913-ban Rósa néven írták.
1851-ben Fényes Elek írta a településről: „Arad vármegyében, Erdélyország szélén, hegyek közt, 758 óhitü lakossal, s anyatemplommal. Hegyes-völgyes határa 4500 hold, ...Van itt a kősziklák közt egy barlang, továbbá 2 urasági liszt- és 4 deszkametsző malom, s egy rézbánya ... Földesura Szálbek György ur.”
1910-ben 1516 lakosából 4 magyar, 1510 román volt. Ebből 1486 görögkeleti ortodox volt.
A trianoni békeszerződés előtt Arad vármegye Máriaradnai járásához tartozott.

## Nevezetességek
- Vértanú Szent Demeternek szentelt fatemploma 1809-ben épült; a romániai műemlékek jegyzékén az AR-II-m-B-00644 sorszámon szerepel.[2]